# Eurovision Song Contest’s Greatest Hits
Eurovision Song Contest’s Greatest Hits (русс. Суперхиты Конкурса песни Евровидение)  — телевизионная программа, организованная Европейским вещательным союзом (ЕВU) и спродюсированная Британской радиовещательной корпорацией (BBC), в честь шестидесятой годовщины Конкурса песни Евровидение. Она состоялась 31 марта 2015 года в Эвентим Аполло, Хаммерсмит, Лондон. В юбилейном шоу приняли участие пятьдесят конкурсантов Евровидения прошлых лет из тринадцати стран.
22 октября 2014 года было объявлено, что Би-би-си станет вещателем-хозяином, отвечающим за производство данного мероприятия. Грэм Нортон проведёт шоу вместе с Петрой Меде. Позже стало известно, что ЕВС выступил с заявлением, объявив, что разговоры по поводу шоу к 60-летней годовщине уже ведутся. Во время официального объявления было подтверждено, что Гай Фримэн будет исполнительным продюсером, а помогать ему будут Саймон Проктор и Хелен Ридделл. Джефф Познер станет режиссёром мероприятия.
На следующий день было сообщено, что голландский телевещатель «AVROTROS» не будет транслировать шоу. Эдгар Бём, исполнительный продюсер Конкурса песни Евровидение 2015, подтвердил, что шоу к 60-летней годовщине будет готовить Би-би-си. Никаких других подробностей, касаемых шоу, не последовало.

## Место проведения

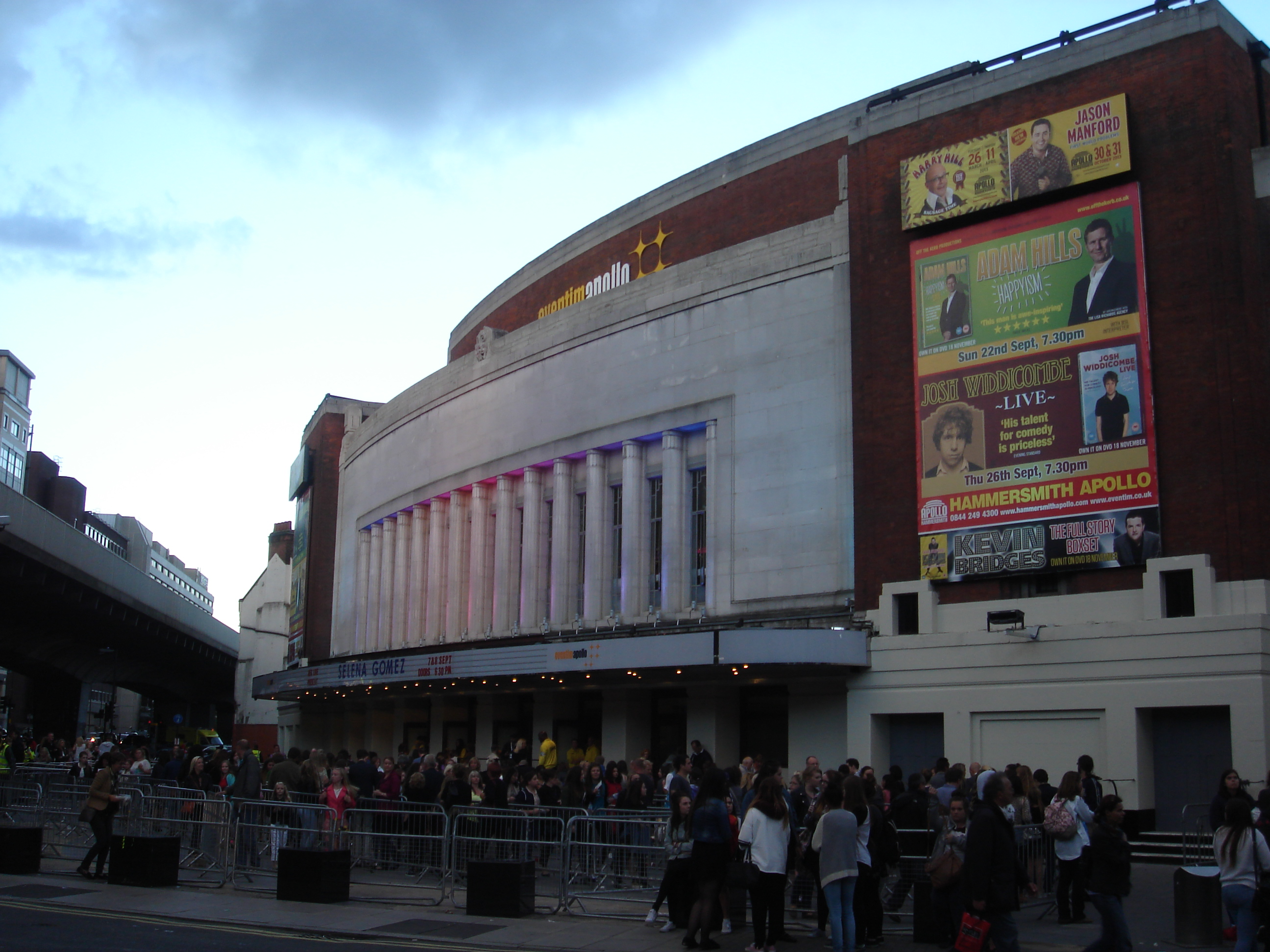
Эвентим Аполло, Лондон

3 февраля 2015 года было подтверждено, что мероприятие состоится в Эвентим Аполло в Хаммерсмите, Лондон. В последний раз Великобритания проводила у себя такое евровизионное мероприятие, как Танцевальное Евровидение 2007.

## Формат

### Организация
22 октября 2014 года было объявлено, что ЕВС заключил договор с британским телеканалом Би-би-си на создание специального юбилейного шоу к празднованию шестидесятилетия Конкурса песни Евровидение; нечто похожее на шоу «Congratulations: 50 лет Конкурса песни Евровидение», которое состоялось в 2005 году. Тогда подробности о предстоящем шоу были неизвестны. Позже ЕВС опубликовал следующее заявление в связи с 60-летним юбилеем: «У телевещателей есть разнообразные интересные предложения по поводу того, как отметить 60-летний юбилей вне майского конкурса, который в настоящее время находится на завершающей стадии проведения оценки. Решение ожидается в ближайшее время, поэтому следите за обновлениями!». Исполнительный продюсер Конкурса песни Евровидение 2015, Эдгар Бём, сказал в интервью, что телевещателем-хозяином специального юбилейного шоу выбрала выбрана Би-би-си. Гай Фримэн был назначен исполнительным продюсером мероприятия при содействии Саймона Проктора и Хелен Ридделл, в то время как режиссёром станет Джефф Познер.

### Ведущие
З февраля 2015 года было объявлено, что Грэм Нортон и Петра Меде будут соведущими этого мероприятия. Нортон, соведущий Клаудии Уиклман на Танцевальном Евровидении в 2007 и 2008 годах, теперь является комментатором Евровидения в Великобритании. Меде была ведущей «Melodifestivalen 2009» (Шведского национального отбора), а также ведущей Конкурса песни Евровидение 2013.

### Билеты
Билеты на мероприятие поступили в продажу в 13:15 (MSK) в пятницу 6 февраля 2015 года через веб-сайт Би-би-си и официальный веб-сайт Конкурса песни Евровидение.

## Участвующие страны
Пятнадцать конкурсантов Евровидения из тринадцати стран приняли участие в 60-летнем юбилейном шоу, которое прошло в Лондоне. Хотя изначально телеканалом Би-би-си было подтверждено четырнадцать конкурсантов, позднее 5 марта 2015 года было объявлено, что к составу присоединится дуэт «Bobbysocks» из Норвегии, в результате чего участников стало пятнадцать.
| №  | Год  | Страна         | Язык                              | Артист             | Песня                         | Перевод                         |
| -- | ---- | -------------- | --------------------------------- | ------------------ | ----------------------------- | ------------------------------- |
| 01 | 2000 | Дания          | Английский                        | Olsen Brothers     | Fly on the Wings of Love      | «Лети на крыльях любви»         |
| 02 | 1973 | Люксембург     | Французский, Английский           | Анна-Мария Давид   | Tu te reconnaîtras            | «Ты себя узнаешь»               |
| 03 | 1984 | Швеция         | Шведский                          | Herreys            | Diggi-Loo Diggi-Ley           | «Дигги-лу, дигги-лей»           |
| 04 | 1998 | Израиль        | Иврит, Английский                 | Дана Интернэшнел   | Diva                          | «Дива»                          |
| 05 | 2013 | Дания          | Английский                        | Эммили де Форест   | Only Teardrops                | «Только слёзы»                  |
| 06 | 1976 | Великобритания | Английский                        | Brotherhood of Man | Save Your Kisses For Me       | «Сохрани свои поцелуи для меня» |
| 07 | 1968 | Испания        | Испанский                         | Роза Лопес         | La, la, la 2                  | «Ла, ла, ла»                    |
| 07 | 1969 | Испания        | Испанский                         | Роза Лопес         | Vivo cantando 3               | «Живу поючи»                    |
| 07 | 1973 | Испания        | Испанский                         | Роза Лопес         | Eres tú 4                     | «Ты»                            |
| 07 | 2002 | Испания        | Испанский, Английский             | Роза Лопес         | Europe's Living a Celebration | «Европа живёт праздником»       |
| 08 | 1982 | Германия       | Английский, Итальянский, Немецкий | Николь             | Ein bißchen Frieden           | «Немного мира»                  |
| 09 | 2006 | Финляндия      | Английский                        | Lordi              | Hard Rock Hallelujah          | «Хард-рок, аллилуйя!»           |
| 10 | 2001 | Франция        | Французский, Английский           | Наташа Сен-Пьер    | Je n'ai que mon âme           | «У меня есть только моя душа»   |
| 11 | 2008 | Россия         | Английский                        | Дима Билан         | Believe                       | «Верю»                          |
| 11 | 2006 | Россия         | Английский                        | Дима Билан         | Never Let You Go              | «Никогда не отпущу тебя»        |
| 12 | 1985 | Норвегия       | Норвежский                        | Bobbysocks         | La Det Swinge                 | «Пусть будет свинг»             |
| 13 | 2012 | Швеция         | Английский                        | Лорин              | Euphoria                      | «Эйфория»                       |
| 14 | 1980 | Ирландия       | Английский                        | Джонни Логан       | What’s Another Year?          | «Что значит ещё один год?»      |
| 14 | 1992 | Ирландия       | Английский                        | Джонни Логан       | Why Me?                       | «Почему я?»                     |
| 14 | 1987 | Ирландия       | Английский                        | Джонни Логан       | Hold Me Now                   | «Обними меня сейчас»            |
| 15 | 2014 | Австрия        | Английский                        | Кончита Вурст      | Rise Like a Phoenix           | «Восстану, словно феникс»       |

## Международная трансляция
Поскольку юбилейное шоу не транслировалось в прямом эфире, участвующие национальные телевещатели могли поменять дату и время трансляции мероприятия согласно своей программе вещания.

### Комментаторы
Ниже приведен список стран, которые подтвердили, что будут транслировать юбилейное шоу.
- Австралия — без комментаторов (SBS)
- Австрия — Андреас Кнолль (ORF, 22 мая 2015)[20]
- Бельгия — Петер ван де Вейр (RTBF);[21] будет объявлено (VRT, 4 апреля 2015)[22]
- Болгария — без комментаторов (BNT)
- Великобритания — без комментаторов на (BBC One); Грэм Нортон на (BBC Radio 2)[23]
- Греция — только субтитры на греческом языке (NERIT)
- Дания — Уле Тёпхольм (DR1)[24]
- Израиль — без комментаторов (Channel 1)[25]
- Ирландия — без комментаторов (RTÉ2)[26]
- Исландия — без комментаторов (RÚV)
- Испания — Хосе Мария Иньиго и Юлия Варела (RTVE)
- Норвегия — без комментаторов (NRK1, 4 апреля 2015)[27]
- Португалия — Хулио Исидро (RTP1)[28]
- Россия — Юрий Аксюта и Светлана Зейналова (C1R, 5 апреля 2015)
- Румыния — без комментаторов (TVR)
- Сан-Марино — без комментаторов (SMRTV)
- Словения — без комментаторов (RTVSLO)
- Финляндия — Сара Доун Файнер и Кристер Бьоркман на шведскоязычную аудиторию (Yle)
- Франция — Вирджиния Гийом (France 2)
- Швейцария — Свен Эпини (SRF)
- Швеция — Сара Доун Файнер и Кристер Бьоркман (SVT, 4 апреля 2015)[29]

### Отказались транслировать
Ниже приведен список стран, которые заявили, что не будут транслировать юбилейное шоу.
- Азербайджан — İTV
- Албания — RTSH
- Армения — ARMTV[30]
- Белоруссия — НГТРК
- Босния и Герцеговина — BHRT
- Венгрия — MTV
- Германия — NDR
- Грузия — GPB
- Италия — RAI
- Кипр — CyBC
- Латвия — LTV
- Литва — LRT
- Люксембург — RTL[31]
- Македония — MKRTV[32]
- Мальта — PBS
- Молдавия — TRM
- Монако — TMC
- Нидерланды — AVROTROS[6]
- Польша — TVP
- Сербия — RTS
- Словакия — RTVS
- Турция — TRT
- Украина — NTU[33]
- Хорватия — HRT
- Черногория — RTCG
- Чехия — ČT
- Эстония — ETV